# Kende (titolo)
Il kende (o kündü) era uno dei due re posti a capo della monarchia di epoca tribale degli antichi Ungari assieme al gyula.

## Descrizione
Il kende, pur essendo probabilmente ritenuto la figura apicale della società, disponeva nei fatti soltanto di un potere nominale ed esercitato perlopiù in campo religioso (una sorta di re sacro), mentre il potere in ambito militare e politico restava in capo al gyula. Secondo alcuni autori, la carica di kende era probabilmente di natura ereditaria e passava di padre in figlio.
Nell'epoca storica in cui avvenne la migrazione magiara verso la pianura pannonica, ovvero nella seconda metà del IX secolo, il kende si chiamava Kurszán. Alla morte di quest'ultimo, avvenuta nel corso di un'incursione intorno al 904, la carica fu assunta dal gyula Árpád, il quale istituì una monarchia guidata da un'unica figura del popolo magiaro. Tuttavia, alcuni studiosi hanno ipotizzato che Árpád fosse il kende, e che in seguito assunse le funzioni del gyula.
Alcuni studiosi hanno affermato che il dualismo al potere in essere tra gli antichi magiari fosse un prestito politico nato nel periodo in cui erano vassalli dei Cazari. Si tratta di una teoria da non scartare, considerando che lo storico medievale Ahmad ibn Fadlan afferma come essi vantassero un funzionario insignito del titolo di kündür che assumeva le funzioni di alto condottiero e a cui, perlomeno, gli Ungari si erano ispirati per partorire la carica di kende.

## Casato dei Kende
Kende è anche il nome di una nobile casata ungherese attiva nella regione orientale durante la parentesi della monarchia austro-ungarica a Kölcse. Nel 1181, la famiglia ricevette dal re diversi insediamenti, ovvero Kölcse, Istvándi, Kóród, Csécse, Cseke, Milota, Czégény.